# Acanthospermum australe
Acanthospermum australe là một loài thực vật có hoa trong họ Cúc. Loài này được (Loefl.) Kuntze mô tả khoa học đầu tiên năm 1891.